# Massacre d'Ortabağ
Le massacre d'Ortabağ est un attentat à la bombe perpétré par le PKK le 23 janvier 1987 dans le village d'Ortabağ, dans le district d'Uludere, dans la province de Şırnak, en Turquie.

## Attentat
L'attaque s'est produite dans une maison du village d'Ortabağ où se tenait un mariage. Des membres du PKK sont montés sur le toit de la maison et ont lancé des grenades à main dans la cheminée alors que le mariage était en cours. Les explosions ont causé la mort de huit personnes dont deux enfants et quatre femmes ; quinze personnes ont survécu,,.